# ۸۹۴ (خورشیدی)
۸۹۴ هشتصد و نود و چهارمین سال هجری خورشیدی است.

## رویدادها
- ۲۳ اردیبهشت - استقرار پرتغالی‌ها در جزیره هرمز و آغاز مداخله‌ی غرب در خاورمیانه